# Codis AMI modificats
Els codis AMI modificats són una tècnica de telecomunicacions digitals per mantenir la sincronització del sistema. Els codis de línia d'inversió de marca alternativa (AMI) es modifiquen mitjançant la inserció deliberada de violacions bipolars. Hi ha diversos tipus de codis AMI modificats, utilitzats en diversos sistemes de portadors T i E-carrier.

## Visió general
La freqüència de rellotge d'un portador T entrant s'extreu del seu codi de línia bipolar. Cada transició de senyal ofereix una oportunitat perquè el receptor vegi el rellotge del transmissor. El codi AMI garanteix que les transicions sempre estan presents abans i després de cada marca (1 bit), però que falten entre espais adjacents (0 bits). Per evitar la pèrdua de sincronització quan hi ha una llarga cadena de zeros a la càrrega útil, s'insereixen violacions bipolars deliberades al codi de línia, per crear un nombre suficient de transicions per mantenir la sincronització; aquesta és una forma de codificació de durada limitada. L'equip terminal receptor reconeix les violacions bipolars i elimina de les dades de l'usuari les marques atribuïbles a les violacions bipolars.
T-carrier es va desenvolupar originalment per a aplicacions de veu. Quan els senyals de veu es digitalitzen per a la transmissió a través de la portadora T, el flux de dades sempre inclou un ampli bit d'1 per mantenir la sincronització. (Per ajudar-ho, l'algoritme de la llei μ per digitalitzar senyals de veu codifica el silenci com un flux continu d'1 bit.) Tanmateix, quan s'utilitza per a la transmissió de dades digitals, el codi de línia AMI convencional pot no tenir marques suficients per permetre la recuperació. del rellotge entrant i es perd la sincronització. Això passa quan hi ha massa zeros consecutius a les dades d'usuari que es transporten.
El patró exacte de violacions bipolars que es transmet en un cas donat depèn de la velocitat de línia (és a dir, del nivell del codi de línia a la jerarquia de la portadora T) i de la polaritat de la darrera marca vàlida a les dades de l'usuari abans de la inacceptable llarga cadena de zeros. No seria útil tenir una infracció immediatament després d'una marca, ja que això no produiria una transició. Per aquest motiu, tots els codis AMI modificats inclouen un espai (0 bit) abans de cada marca d'infracció.
A les descripcions següents, "B" indica una marca d'equilibri amb la polaritat oposada a la de la marca anterior, mentre que "V " indica una marca de violació bipolar, que té la mateixa polaritat que la marca anterior. Per tal de preservar l'absència desitjable de biaix de CC de la codificació AMI, el nombre de marques positives ha de ser igual al nombre de marques negatives. Això passa automàticament per a l'equilibri (B), però el codi de línia ha de garantir que les marques d'infracció positives i negatives s'equilibren entre elles.

## B8ZS (T1 nord-americà)
S'utilitza habitualment al codi de línia T1 nord-americà (Sinal digital 1) de 1,544 Mbit/s, bipolar amb substitució de vuit zeros (B8ZS) substitueix cada cadena de 8 zeros consecutius amb el patró especial "000VB0VB ". Depenent de la polaritat de la marca anterior, això podria ser000+−0−+ o000−+0+− .

## B6ZS (T2 nord-americà)
A la velocitat T2 nord-americana (6,312 Mbit/s), s'insereixen violacions bipolars si es produeixen 6 o més zeros consecutius. Aquest codi de línia s'anomena bipolar amb substitució de sis zeros (B6ZS) i substitueix 6 zeros consecutius pel patró "0VB0VB ". Depenent de la polaritat de la marca anterior, això podria ser0+−0−+ o0−+0+− .

## HDB3 (operador electrònic europeu)
S'utilitza a tots els nivells del sistema de portadora electrònica europea, el codi bipolar d'ordre 3 d'alta densitat (HDB3) substitueix qualsevol instància de 4 bits 0 consecutius amb un dels patrons "000V" o "B00V". L'elecció es fa per garantir que les violacions consecutives tinguin una polaritat diferent; és a dir, separats per un nombre imparell de normals+ or −marques.

## B3ZS (T3 nord-americà)
A la velocitat T3 nord-americana (44,736 Mbit/s), s'insereixen violacions bipolars si es produeixen 3 o més zeros consecutius. Aquest codi de línia s'anomena bipolar amb substitució de tres zeros (B3ZS) i és molt semblant a HDB3. Cada tirada de 3 zeros consecutius es substitueix per "00V " o "B0V ". L'elecció es fa per garantir que les violacions consecutives tinguin una polaritat diferent.